# Mount Victoria, Myanmar
Mount Victoria är ett berg i Myanmar.   Det ligger i regionen Chin, i den centrala delen av landet, 280 km nordväst om huvudstaden Naypyidaw. Toppen på Mount Victoria är 3 028 meter över havet, eller 76 meter över den omgivande terrängen. Bredden vid basen är 1,7 kilometer.
Terrängen runt Mount Victoria är huvudsakligen bergig, men den allra närmaste omgivningen är kuperad. Runt Mount Victoria är det glesbefolkat, med 8 invånare per kvadratkilometer. I omgivningarna runt Mount Victoria växer i huvudsak städsegrön lövskog.